# Premier Amour (Beckett)
Pour les articles homonymes, voir Premier Amour.

Premier Amour est une nouvelle de Samuel Beckett, écrite en 1946 et publiée en 1970. L'auteur a emprunté ce titre à Ivan Tourgueniev.

## Résumé
La nouvelle relate à la première personne la rencontre entre une prostituée et un homme déclassé (ainsi que le sont souvent les personnages de l'auteur irlandais) et la liaison qui en découle.
Elle expose les ruminations d'un homme qui a l'habitude de ne jamais quitter sa chambre. Qu'on le laisse tranquille, qu'on lui porte ses repas, c'est tout ce qu'il veut. Après le décès de son père, il doit quitter la maison familiale. La journée, il est occupé à chercher les distributions de repas. Le soir, il s'allonge sur un banc, loin de tous. Il est tranquille, bien, personne le dérange, jusqu'au jour où une femme lui dit vouloir s'asseoir sur le banc.

## Mises en scène
En 1999,  Jean-Michel Meyer met en scène Premier Amour avec comme interprète l'acteur suisse Jean-Quentin Châtelain au Théâtre de la Bastille.
En 2005, le comédien Michael Lonsdale, a prêté sa voix à la lecture de ce texte.
Depuis le 13 avril 2006, 100e anniversaire de Samuel Beckett, Leopold von Verschuer, comédien, metteur en scène et traducteur allemand de l'auteur français Valère Novarina, interprète ce texte chaque année à la même date, toujours dans d'autres lieux, comme le Theater am Neumarkt à Zurich (2006), la Maison de France de Berlin (2008), le Staatstheater Kassel (2010), la Maison de la Littérature de Hambourg (2014), la Maison de la Littérature de Vienne (2015).
En 2007, 2008 et 2009, Alexandre Fabre a prêté sa voix aussi pour une nouvelle lecture. 
À partir du 3 novembre 2009, Sami Frey met en scène et interprète cette nouvelle au théâtre de l'Atelier à Paris.